# August Gustafsson
Per August Gustafsson (ur. 4 listopada 1875 w Tibro, zm. 31 października 1938 w Göteborgu) – szwedzki przeciągacz liny, złoty medalista igrzysk olimpijskich.
Gustafsson reprezentował Szwecję na Letnich Igrzyskach Olimpijskich 1912 w Sztokholmie. Był członkiem drużyny rywalizującej w przeciąganiu liny, która składała się z siedmiu policjantów (jako jedyny policjant nie pochodził ze Sztokholmu) i rybaka. W jedynym pojedynku rozgrywanym w ramach tej dyscypliny Szwedzi pokonali reprezentantów Wielkiej Brytanii.
Był funkcjonariuszem policji w Göteborgu i członkiem tamtejszego policyjnego klubu sportowego Göteborgs Polismäns IF.